# رجینا بوگی
رجینا بوگی (انگلیسی: Regina Buggy؛ زادهٔ november ۱۲, ۱۹۵۹ (۶۵ سال)) ورزشکار هاکی روی چمن اهل ایالات متحده آمریکا است.
وی در مسابقات کشوری و بین‌المللی در مجموع برندهٔ ۱ مدال برنز شده‌است.